# Makundapur
Makundapur là một thị trấn thống kê (census town) của quận Ganjam thuộc bang Orissa, Ấn Độ.

## Nhân khẩu
Theo điều tra dân số năm 2001 của Ấn Độ, Makundapur có dân số 4974 người. Phái nam chiếm 51% tổng số dân và phái nữ chiếm 49%. Makundapur có tỷ lệ 71% biết đọc biết viết, cao hơn tỷ lệ trung bình toàn quốc là 59,5%: tỷ lệ cho phái nam là 81%, và tỷ lệ cho phái nữ là 60%. Tại Makundapur, 12% dân số nhỏ hơn 6 tuổi.